# Johann Christoph Biernatzki
Johann Christoph Biernatzki, född den 17 oktober 1795, död den 11 maj 1840, var en dansk-tysk författare.
Biernatzki, som dog som luthersk pastor i Friedrichstadt i Schleswig, var en nitisk själasörjare, men blev mest bekant genom sin novell Die Hallig oder die Schiffbrüchigen auf dem Eilande in der Nordsee (1826, 2:a uppl. 1840). 
Biernatzki skrev även en religiös lärodikt, Der Glaube (1825), och några smärre skrifter, som är genomträngda av samma religiösa värme, som utmärkte hans liv. Gesammelte Schriften utkom i 8 band 1844 (2:a uppl. 1850).